# Anna Reitler
Anna Reitler, née Anna Schnitzler le 3 juin 1894 à Liblar (Empire allemand) et morte le 23 juin 1948 à Markkleeberg, est une femme politique allemande, membre du Parti communiste (KPD).

## Biographie
Anna Schnitzler est née dans une famille ouvrière de Liblar, une petite ville au sud-ouest de Cologne. Elle fréquente une école secondaire puis devient domestique. Elle déménage ensuite à Cologne et s'y marie.
En 1918, elle devient membre du Parti social-démocrate indépendant d'Allemagne (USPD). Le parti avait été créé l'année précédente à la suite d'une scission au sein Parti social-démocrate (SPD), principalement sur la question de savoir s'il fallait ou non continuer à voter en faveur du financement de la guerre. Deux ans plus tard, l'USPD lui-même se fracture, et Anna Reitler fait partie de la majorité de gauche qui rejoint le Parti communiste (KPD). Au sein de ce parti, elle assume diverses fonctions non rémunérées et devient la principale responsable de la section féminine de la direction du parti régional du Rhin moyen. Elle s'est également impliquée temporairement dans le journal du parti pour Cologne, Sozialistische Republik.
Elle est déléguée au huitième congrès du parti fin 1923 et, en mai 1924, elle est candidate aux élections législatives. Elle est élue députée. 1924 est une année de crise, marquée par l'effondrement économique, le dénuement et deux élections législatives. Elle n'a pas été réélue lors du scrutin de décembre. Elle ne joue ensuite plus de rôle politique.
Elle meurt à Markkleeberg le 23 juin 1948.

## Sources
- (en) Cet article est partiellement ou en totalité issu de l’article de Wikipédia en anglais intitulé « Anna Reitler » (voir la liste des auteurs).